# ۱۰ ثانیه
۱۰ ثانیه (انگلیسی: 10 Seconds) فیلمی در ژانر درام است که در سال ۲۰۰۸ منتشر شد.